# António Coimbra Martins
António Antero Coimbra Martins GCIH (Lisboa, 30 de janeiro de 1927 – Paris, 19 de maio de 2021) foi um escritor, diplomata, político e intelectual português.

## Percurso académico, político e diplomático
Formado em Filologia Românica pela Universidade de Lisboa, foi professor do ensino secundário e leitor de Português nas Universidades de Montpellier, Aix-Marselha e Paris, após o que ingressou como assistente na Faculdade de Letras de Lisboa, onde regeu a cadeira de Literatura Francesa. Criou em Paris, através da Fundação Calouste Gulbenkian, o Centro Cultural Português (1965). Por ocasião do 25 de Abril, era encarregado de conferências (chargé de conférences) na Escola Prática de Altos Estudos e mestre-assistente associado (maître-assistant associé) na Sorbonne.
Foi membro ativo da Ação Socialista Portuguesa, embrião do Partido Socialista português, a que aderiu em 1964, e membro fundador do Partido Socialista, pertencendo, aliás à Comissão diretiva do mesmo antes da Revolução de Abril. Foi designado responsável pelos trabalhos da delegação portuguesa encarregada, em 1974, de preparar a reinserção de Portugal na UNESCO.
Em 1974, foi nomeado embaixador de Portugal em Paris, cargo que ocupou até julho de 1979. A sua atuação, no âmbito da diplomacia, salientou-se particularmente nas negociações decisivas, como as que envolveram o processo de integração portuguesa na Europa, a abertura das relações diplomáticas com a China ou o início de uma política inovadora em relação à emigração portuguesa em França, tendo sido eleito deputado da Emigração/Europa pelo Partido Socialista em 1983.
Ocupou o cargo de Ministro da Cultura no IX Governo Constitucional de 9 de junho de 1983 a 6 de novembro de 1985 e foi deputado por Vila Real em 1985. Foi deputado europeu de 1986 a 1994 e fez parte do Grupo Socialista no Parlamento Europeu.
Foi agraciado com o grau de Grã-Cruz da Ordem do Infante D. Henrique (9 de junho de 1997) e, pelo governo francês, Comendador da Ordem das Artes e das Letras, Grande-Oficial da Ordem Nacional do Mérito e Grande-Oficial da Ordem Nacional da Legião de Honra.
Morreu a 19 de maio de 2021, em Paris.

## Funções governamentais exercidas
- IX Governo Constitucional
  - Ministro da Cultura